# Tiếng Taa
Tiếng Taa còn được gọi là tiếng !Xóõ (/ˈkoʊ/ (còn được viết là ǃKhong or ǃXoon; /ǃ͡χɔ̃ː˦/)), là một ngôn ngữ Tuu đáng chú ý với số lượng lớn âm vị, có lẽ là lớn nhất trên thế giới. Hầu hết người nói sống ở Botswana nhưng cũng có vài trăm người sống ở Namibia. Người nói tự gọi mình là ǃXoon (ǃXooŋake) hoặc Nǀohan (Nǀumde) tùy thuộc vào phương ngữ họ nói. Ngữ hệ Tuu là một trong ba ngữ hệ từng là thành viên của ngữ hệ Khoisan.
Taa có nghĩa là "người"; tên địa phương của ngôn ngữ là Taa ǂaan (Tâa ǂâã), từ ǂaan 'ngôn ngữ'. ǃXoon (Xóõ) là một ngoại danh được sử dụng ở khu vực hai bên của khu vực nói tiếng Taa, nhưng không phải bởi những người nói tiếng Taa ở giữa. Hầu hết những người nói tiếng Taa đang sống là dân tộc ǃXoon (số nhiều ǃXooŋake) hoặc 'Nǀohan (số nhiều Nǀumde).
Tiếng Taa chia sẻ một số đặc điểm đặc trưng với tiếng Tây ǂ'Amkoe và tiếng Gǀui, cùng được coi là một phần của khu vực giao thoa ngôn ngữ Lưu vực Kalahari.

## Phân loại
Cho đến khi khám phá lại một vài người nói tiếng Nǁng cao tuổi vào những năm 1990, tiếng Taa được cho là thành viên cuối cùng còn sống sót trong ngữ hệ Tuu.

## Phương ngữ
Có đủ biến thể phương ngữ trong tiếng Taa có thể được mô tả như là một cụm phương ngữ thì đúng hơn là một ngôn ngữ. Phương ngữ tiếng Taa rơi vào hai nhóm, cho thấy từng có sự lan truyền từ tây sang đông:
- Tây Taa: Tây !Xoon của Traill và Nǀuǁʼen của Dorothea Bleek
- Đông Taa 
  - ǃAma (miền Tây)
  - (Miền Đông) 
    - Đông ǃXoon (Cây cô đơn)
    - Tsaasi-ǂHuan 
      - Tsaasi
      - ǂHuan

Traill làm việc chủ yếu với tiếng Đông !Xoon và dự án DoBeS đang hợp tác với ʼNǀohan (của Đông Taa) và Tây !Xoon.
Auni và Kiǀhazi, trước đây được coi là phương ngữ của tiếng Taa, khác biệt hơn so với phương ngữ ở đây và hiện được phân loại là một ngôn ngữ riêng biệt, tiếng Nossob Hạ.

## Âm vị học
Tiếng Taa có ít nhất 58 phụ âm, 31 nguyên âm và bốn thanh điệu (Traill 1985, 1994 trong !Xoon), hoặc ít nhất 87 phụ âm, 20 nguyên âm và hai thanh điệu (DoBeS 2008 trong Tây !Xoon), theo nhiều cách ngôn ngữ được biết. Nếu nguyên âm phi miệng được tính là khác với nguyên âm miệng tương ứng. Chúng bao gồm các phụ âm click 20 (Traill) hoặc 43 (DoBeS) và một số ngữ âm nguyên âm, mặc dù các ý kiến khác nhau tùy theo âm vị phụ âm 130 (Traill) hoặc 164 (DoBeS) là các âm đoạn đơn và là các cụm phụ âm.

### Thanh điệu
Anthony Traill mô tả bốn thanh điệu cho phương ngữ Đông !Xoon: cao [á], trung [ā], thấp [à] và trung-giáng [â]. Các mẫu cho các cơ sở lưỡng âm tiết bao gồm cao-cao, trung-trung, trung-trung-giáng và thấp-thấp. DoBeS chỉ mô tả hai thanh, cao và thấp, cho phương ngữ Tây !Xoon. Bằng cách phân tích từng cơ sở là lưỡng vỗ, bốn thanh điệu của Traill là [áá], [àá], [àà] và [áà]. Không giống như Traill, Naumann không tìm thấy bốn thanh điệu khác biệt về các hình thức ngữ pháp đơn hình trong dữ liệu về tiếng Đông !Xoõ.
Ngoài thanh điệu từ vựng, Traill mô tả danh từ Đông !Xoon như giáng vào hai lớp thanh điệu theo thanh điệu được tạo ra trên các hình thái phù hợp và động từ chuyển tiếp: hoặc cấp độ (thanh điệu lớp I) hoặc giáng (thanh điệu lớp II). Các danh từ đối tượng chuyển tiếp từ thanh điệu lớp I kích hoạt thanh điệu trung thăng/trung trong các động từ chuyển tiếp, trong khi các đối tượng thanh điệu lớp 2 tương quan với bất kỳ vành đai thanh điệu nào. Naumann tìm thấy kết quả tương tự trong phương ngữ 'N|ohan Đông.

### Nguyên âm
Tiếng Taa có năm nguyên âm riêng biệt là [a e i o u]. Các mô tả của Traill và DoBeS khác nhau về cách phát âm của các nguyên âm này; không rõ liệu điều này phản ánh sự khác biệt về phương ngữ hay sự khác biệt do cách phân tích.

### Phụ âm
Tiếng Taa là có cách phát âm hỗn hợp trong các phụ âm của nó. Chúng được phân tích là "prevoated", nhưng chúng cũng là cụm phụ âm.
Phụ âm Taa rất phức tạp và không rõ có bao nhiêu sự khác biệt giữa các phương ngữ là có thật và có bao nhiêu là 'tạo tác' của phân tích.

## Ngữ pháp
Tiếng Taa là một ngôn ngữ chủ-động-tân với các chuỗi động từ và giới từ biến hoá. Sở hữu cách, tính từ, mệnh đề quan hệ và số đứng sau danh từ. Điệp từ được sử dụng để hình thành nguyên nhân. Có năm lớp đồng thuận danh từ và hai nhóm thanh điệu thêm vào đó. Sự đồng thuận xảy ra trên đại từ, động từ chuyển tiếp (với đối tượng), tính từ, giới từ và một số phụ tố.

### Chữ số
Tiếng Taa chỉ có ba số bản địa. Tất cả các con số lớn hơn ba là mượn từ tiếng Tswana hoặc tiếng Kgalagadi.
1 - ǂʔûã
2 - ûnûm
3 - ǁâe